# Charles Simoen

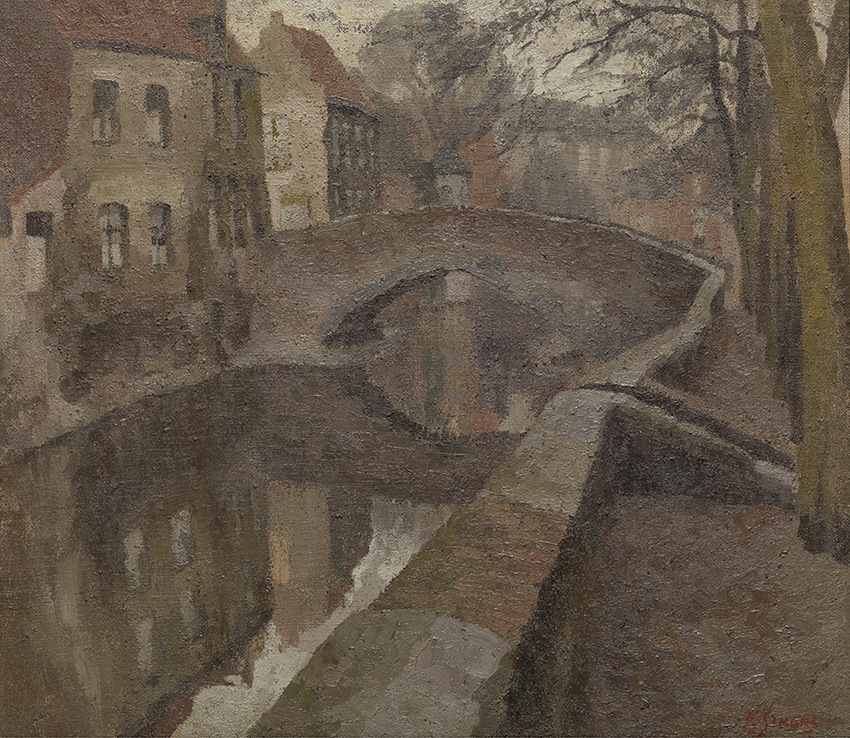
"De Peerdenbrug in Brugge" door Karel Simons, Groeningemuseum

Charles Simoen (Brugge, 26 september 1903 - 13 maart 1927), die zijn werken ondertekende met Karel Simons, was een Belgisch kunstschilder, die behoorde tot de Brugse School.

## Levensloop
Hij was een zoon van de handelaars Emile Simoen (°1880) en Godelieve De Cloedt (°1883). 
Van 1920 tot 1925 volgde hij de lessen in de Brugse kunstacademie bij Flori Van Acker en Emile Rommelaere. De schilderscarrière die hij inzette duurde amper twee jaar. Hij overleed in het Sint-Janshospitaal.
Hij had nochtans voldoende werk klaar gekregen om een overzichtstentoonstelling mogelijk te maken. Volgens kunstschilder Leo Paret was hij zich bewust van zijn nakende dood en was daarom met koortsachtige ijver aan het werk geweest.
De helft van zijn schilderijen beeldden gezichten van Brugge uit. Het waren ernstige weergaven van de werkelijkheid, die weemoed en pessimisme uitstraalden. De andere helft waren weergaven van landschappen, in wisselende seizoenen.